# Vojtěch Flégl
Vojtěch Flégl, né le 24 juin 1967 à Prague, est un ancien joueur tchèque de tennis.

## Palmarès

### Titres en double messieurs
| No | Date       | Nom et lieu du tournoi                           | Catégorie    | Dotation  | Surface      | Partenaire     | Finalistes                        | Score         |  |
| -- | ---------- | ------------------------------------------------ | ------------ | --------- | ------------ | -------------- | --------------------------------- | ------------- |  |
| 1  | 14-05-1990 | Yugoslav Open Umag                               | World Series | 147 500 $ | Terre (ext.) | Daniel Vacek   | Andreï Cherkasov Andreï Olhovskiy | 6-4, 6-4      |  |
| 2  | 06-08-1990 | Czechoslovak Open Prague                         | World Series | 148 400 $ | Terre (ext.) | Daniel Vacek   | George Cosac Florin Segarceanu    | 5-7, 6-4, 6-3 |  |
| 3  | 20-08-1990 | Tournoi de tennis de Saint-Marin Saint-Marin     | World Series | 125 000 $ | Terre (ext.) | Daniel Vacek   | Jordi Burillo Marcos Górriz       | 6-1, 4-6, 7-6 |  |
| 4  | 05-08-1991 | Czechoslovak Open Prague                         | World Series | 305 000 $ | Terre (ext.) | Cyril Suk      | Libor Pimek Daniel Vacek          | 6-4, 6-2      |  |
| 5  | 13-06-1994 | International Raiffeisen Grand Prix Sankt Pölten | World Series | 300 000 $ | Terre (ext.) | Andrew Florent | Adam Malik Jeff Tarango           | 3-6, 6-1, 6-4 |  |

### Finales en double messieurs
| No | Date       | Nom et lieu du tournoi                       | Catégorie    | Dotation  | Surface      | Vainqueurs                     | Partenaire         | Score         |  |
| -- | ---------- | -------------------------------------------- | ------------ | --------- | ------------ | ------------------------------ | ------------------ | ------------- |  |
| 1  | 15-04-1991 | Philips Open Nice                            | World Series | 225 000 $ | Terre (ext.) | Rikard Bergh Jan Gunnarsson    | Nicklas Utgren     | 6-4, 4-6, 6-3 |  |
| 2  | 20-07-1992 | Philips Head Cup Kitzbühel                   | World Series | 355 000 $ | Terre (ext.) | Sergio Casal Emilio Sánchez    | Horacio de la Peña | 6-1, 6-2      |  |
| 3  | 28-09-1992 | Campionati Internazionali di Sicilia Palerme | World Series | 285 000 $ | Terre (ext.) | Johan Donar Ola Jonsson        | Horacio de la Peña | 5-7, 6-3, 6-4 |  |
| 4  | 16-05-1994 | Tournoi de tennis de Bologne Bologne         | World Series | 288 750 $ | Terre (ext.) | John Fitzgerald Patrick Rafter | Andrew Florent     | 6-3, 6-3      |  |